# Св. св. Петър и Павел (Добринище)
Вижте пояснителната страница за други значения на Свети апостоли Петър и Павел.
„Св. св. Петър и Павел“ е българска възрожденска църква в град Добринище, България, част от Неврокопската епархия на Българската православна църква.

## История
Църквата е построена в 1835 година в ценъра на града. В архитектурно отношение е трикорабна псевдобазилика. На изток има апсида, два купола и притвор. На юг храмът има открит трем. Църквата има дървена камбанария, която изгаря в 1913 година и на нейно място в 1926 година е пристроена нова камбанария. В същата година църквата е ремонтирана, като са разширени прозорците и са изградени барабаните на купола. Храмът е изграден от камъни.

## Архитектура
Трите кораба в църквата са разделени от две колонади, които са свързани с арки. Подът е с плочи, сред които е плоча с двуглав орел, която е пренесена от разрушената църква „Успение Богородично“. В 1867 година вътрешността на църквата е украсена с изрисуван архиерейски трон, резбован олтар, амвон и проскинатрий. Царските двери и поясите на иконостаса са украсени с позлатена, ажурна резба, дело на майстори от Дебърската художествена школа. При ремонта в 1926 година от стенописите в интериора са запазени само четири медальона с евангелистите, а рисуваният иконостас е пребоядисан. Десетте царски икони са от 1835 година и от II половина на ΧΙΧ век и са дело на четирима зографи. 82-те икони от апостолския пояс в два реда според Атанас Божков са дело на Тома Вишанов.